# Hirten-Spiele
Hirten-Spiele, op. 89, är en vals av Johann Strauss den yngre. Den spelades troligen första gången 1850 i Wien.

## Historia
Lite är känt om verkets tillkomst och första framförande. Det verkar ha tillkommit under vintern 1850/51. Den 31 december 1850 publicerade tidningen Fremden-Blatt en artikel: "Vid aftonens Nyårsfirande på 'Zum Sperl' kommer kapellmästaren Johann Strauss, utöver annan musik, framföra för första gången som en julklapp en helt egen liten tonbild som han nyligen har komponerat med titeln 'Kinderspiele', förströelser i trefjärdedelstakt". Då ingen rapport om aftonens fest har sparats vet vi inte vad Strauss verkligen spelade. Ingenstans i hans verklista återfinns en vals med titeln "Kinderspiele". 15 år senare (1865) använde Strauss titeln "Kinderspiele" till en fransk polka (op. 304) som han framförde i Pavlosk nära Sankt Petersburg och därefter på en barnbal i Wien. 

## Om valsen
Speltiden är ca 10 minuter och 48 sekunder plus minus några sekunder beroende på dirigentens musikaliska tolkning.

## Weblänkar
- Dynastin Strauss 1850 och 1851 med kommentarer om Hirten-Spiele.
- Hirten-Spiele i Naxos-utgåvan.